# Sutor, ne ultra crepidam!

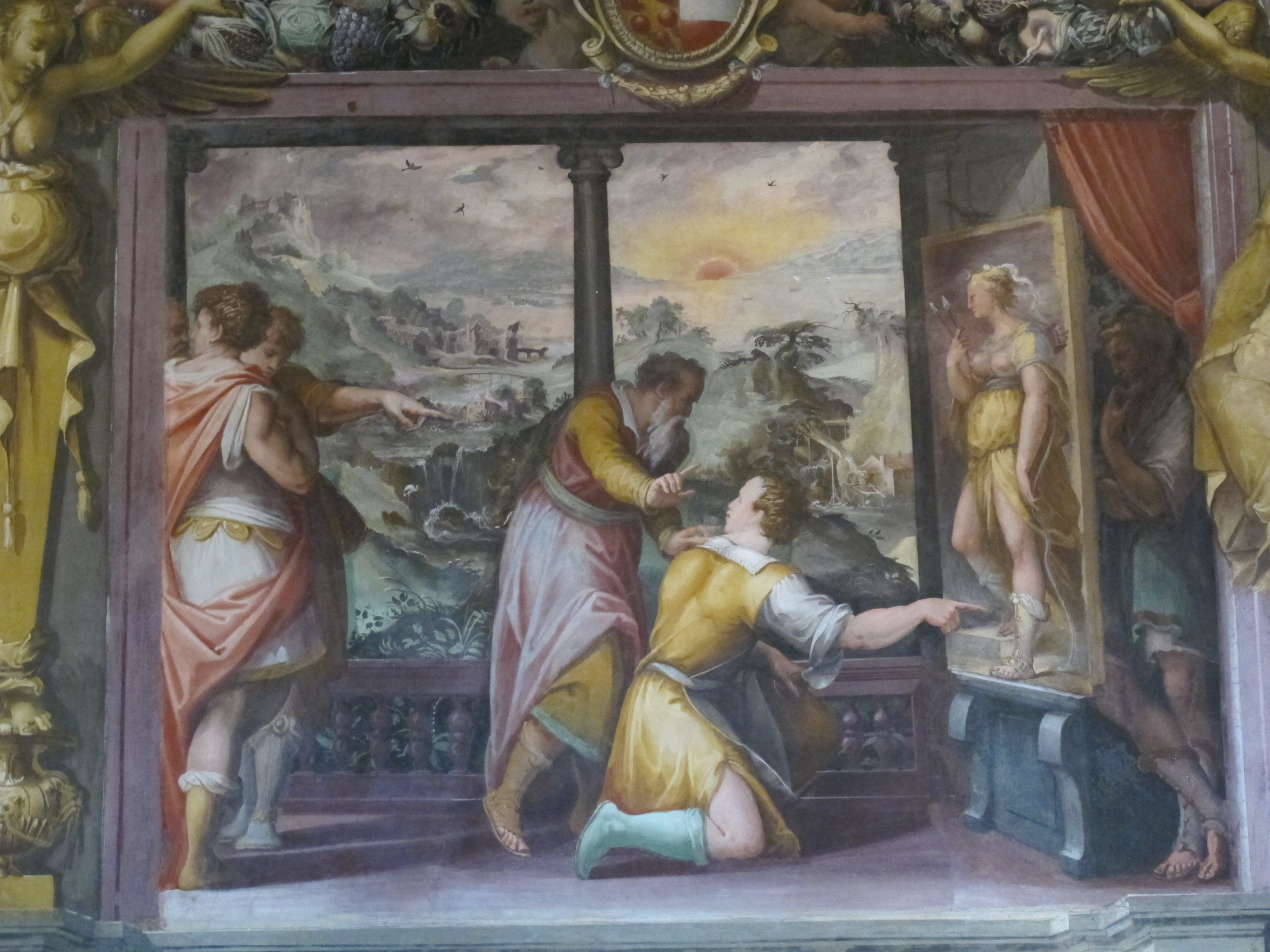
Casa Vasari, Apelle

Sutor, ne ultra crepidam! (Ciabattino, non [andare] oltre le scarpe!) è una locuzione latina usata per dissuadere dall'esprimersi coloro che tendono a parlare di materie o argomenti su cui non hanno alcuna competenza.

## Storia
La frase (nell'originale "ne supra crepidam sutor iudicaret", ossia: "che il ciabattino non giudichi più in su della scarpa") è citata da Valerio Massimo (Factorum et dictorum memorabilium VIII, 12.ext.3) e da Plinio il Vecchio (Naturalis historia 35.36.85 - XXXV, 10, 36),, che l'attribuisce all'artista greco Apelle di Coo, il quale era solito esporre le sue opere in modo da poter trarre profitto dai commenti e dalle critiche dei passanti. Una volta, un calzolaio (sutor) aveva criticato il modo in cui in un quadro era stato rappresentato il sandalo (crepida - dal greco krepis) di un personaggio, e il grande Apelle, a quel tempo considerato il maggior pittore mai esistito, aveva corretto quel particolare. Il giorno dopo, però, il ciabattino, tronfio del fatto che la sua critica fosse stata accolta, si era messo a criticare anche la rappresentazione del ginocchio di quel personaggio; a quel punto l'artista lo apostrofò con la frase divenuta poi proverbiale. Nel testo di Plinio, tuttavia, invece che ultra compare supra, in relazione al contesto dell'aneddoto: ne supra crepidam sutor iudicaret - "(intimando) che il ciabattino non giudicasse più in su della scarpa".
Il testo pliniano è assai noto, anche perché spesso incluso, almeno in stralci, in versioni scolastiche usate per esercizio nello studio della lingua latina; inoltre, la locuzione è stata usata da molti altri autori, che sottintendevano la conoscenza del brano di Plinio.

## Ultracrepidarian/ Ultracrepidario
Nella lingua inglese, il motto ha dato anche origine alla parola ultracrepidarian (adattata in italiano in ultracrepidario), che indica appunto una persona saccente, che dispensa giudizi o consigli su cose che vanno oltre la sua competenza. Il termine fu usato pubblicamente per la prima volta, a quanto sembra, nel 1819 dal saggista William Hazlitt, in una feroce lettera a William Gifford, il direttore della Quarterly Review, che aveva spesso recensito negativamente le opere dello stesso Hazlitt: "You have been well called an Ultra-Crepidarian critic" ("Lei è stato giustamente chiamato un critico ultracrepidario"). Fu usato di nuovo quattro anni dopo, nel 1823 (in forma latina, o latineggiante, ultracrepidarius), nella satira dell'amico di Hazlitt Leigh Hunt, Ultra-crepidarius: a satire on William Gifford (Ultracrepidario: satira su William Gifford).